# Antho opuntioides
Antho opuntioides är en svampdjursart som först beskrevs av Jean-Baptiste Lamarck 1815.  Antho opuntioides ingår i släktet Antho och familjen Microcionidae. Inga underarter finns listade i Catalogue of Life.